# Pedro de Zubiaur
Pedro de Zubiaur (Cenarruza-Puebla de Bolívar, Vizcaya, c.1540 - Dover, 3 de agosto de 1605), fue un militar e ingeniero español del siglo XVI. Inició su actividad como marinero en 1568. Luchó en la Guerra anglo-española (1585-1604) bajo las órdenes del rey Felipe II, donde consiguió sonadas victorias contra los ingleses. También figura en algunos textos como Zubiaurre y Pedro de Çubiaurre.

## Biografía
Nacido hacia 1540 o 1541 en Cenarruza-Puebla de Bolívar. Fue el segundo hijo de Martín de Zenarruzabeitia, señor de la casa solar de Zubiaur, y de Teresa de Ibarguren, provenía de una familia ligada al mar y al comercio.
Comenzó sus aventuras marineras y militares en 1568 cuando zarpó de Bilbao con dos zabras para llevar fondos al Duque de Alba, siendo encarcelado poco después por los ingleses. Compró su libertad y trabajó a las órdenes del Duque de Alba en Flandes. Tras varias derrotas en diferentes frentes y la destrucción del navío en el que había invertido su fortuna, conquistó el estratégico puerto de Flesinga (Holanda).
Encarcelado varias veces más y liberado, se quejaba amargamente de haber dedicado tiempo y mucho dinero para una causa en la que no se sentía recompensado, sintiendo las oportunidades habidas para acabar con las guerras europeas y que no se habrían aprovechado por los mandos.
Felipe II le otorgó el título de “Cabo de una escuadra de filibotes”, embarcaciones de transporte y escolta con las que tuvo que valerse para repeler diversos ataques en clara inferioridad, siendo reconocido por sus acciones tan heroicas como desesperadas.
En 1597 fue nombrado “Capitán General de una escuadra de navíos de la Armada”, manteniendo malas relaciones con el Almirante General Diego Brochero, lo cual le ocasionó diversos problemas. Ese mismo año tomó parte en la victoria frente a la Expedición Essex-Raleigh.
Superó tifus y neumonía y tomó parte en operaciones en Gibraltar y en la batalla de Kinsale, tras la que fue encarcelado brevemente después de una investigación para depurar responsabilidades, y Brochero fue ascendido. Posteriormente, en 1605 fue absuelto con una simple reprensión por una de las cuatro causas por las que fue encausado.
En 1604 participó en obras hidráulicas en Valladolid, construyendo un ingenio de regadío similar al Artificio de Juanelo, inspirado por el que el inventor alemán Peter Morice había construido en Londres. Pagó a su costa los 6000 ducados que costó, aunque una tercera parte del gasto sería reintegrada por el rey a su viuda en agradecimiento.

“El ingenio que hice a mi costa, en la puente de Valladolid, para las huertas del Excmo. Sr. Duque de Lerma me costó más de seis mil ducados, y todo a mi costa que no se me ha dado nada hasta ahora”

Después de la guerra, en 1605, fue puesto al mando de 18 barcos para transportar tropas a Dunkerque (Países Bajos Españoles), pero en el camino se encontraron con una flota holandesa de 80 barcos bajo el almirante Hatwain. Zubiaur fue gravemente herido en la batalla posterior, aunque puso a salvo la flota a excepción de dos barcos y 400 hombres, encontrando refugio en Dover bajo la protección de la artillería inglesa (ahora aliada de España). Sus heridas, sin embargo, fueron tan graves que murió allí unos días después el 3 de agosto de 1605.
En su testamento dejó su fortuna de 20 000 ducados (aunque adicionando 5000 ducados adeudados de su sueldo, 140 000 como indemnización por los navíos de su propiedad perdidos al servicio del Rey, más lo gastado en el ingenio de Valladolid) a su joven esposa, María Ruiz de Zurco, a sus hijas en común: Ana, Mariana y María, y también a los hijos naturales que había tenido antes de su matrimonio: Catalina y Pedro. Dispuso también que su cuerpo fuera conducido y enterrado en Bilbao, petición que fue llevada a cabo.
Su mayor biógrafo fue el conde de Polentinos, que publicó un artículo suyo en su obra "Euskalerriaren alde" de 1916. El archivo de Simancas guarda correspondencia mantenida por Zubiaur.